# محمد ساجد
محمد ساجد (بالفرنسية: Mohammed Sajid)‏ هو رجل أعمال ولد في 9 نوفمبر 1948 بمدينة سطات من أبوين أمازيغيين ينحدران من قبيلة إندوزال في تارودانت الشمالية بالمغرب، وهو متزوج وله ثلاثة أبناء وقد نال ديبلوم في التجارة بليل الفرنسية قبل أن يلتحق بعالم السياسة عام 1993 حين انتخب نائبا برلمانيا عن منطقته تحت مظلة حزب الاتحاد الدستوري، إذ أنه انتخب أمينا عاما له في 25 أبريل 2015، وهو كذلك عمدة الدار البيضاء في 23 سبتمبر 2003 ومنذ ذلك الحين وهو على رأس مجلس العاصمة الاقتصادية، وقد دافع بشدة عن مشروع ترامواي البيضاء حيث تم تدشين المشروع بحضوره في 12 ديسمبر 2013، وقد أصبح في وضع لايحسد عليه بعد الخطاب الملكي الذي أعلن الدار البيضاء مدينة فاشلة. وهو عضو في مجلس النواب المغربي منذ 1993 حتى 2012 من خلال 4 عضويات، كما أنه ترأس عدة شركات صناعية لافتة منها مازافيل كما أسس في 2007 شركة لتعزيز العقارات تحت اسم "Mazagan Océan SARL"  ولما كان نائب تارودانت نجح في بناء 500 كيلومتر من الطرق مع الدولة في جميع أنحاء المنطقة الجبلية المعزولة من خلال اتصالات مغاربة المقيمين في الخارج التي مولت حوالي ثلث الطرق.
وفي 5 أبريل 2017 عينه الملك محمد السادس وزيراً للسياحة والنقل الجوي والصناعة التقليدية والاقتصاد الاجتماعي في حكومة العثماني. وبقي في هذا المنصب إلى غاية أكتوبر 2019، حيث تم إجراء تعديل حكومي جديد وتم تسليم هذا المنصب إلى نادية فتاح العلوي.

## عمدة الدار البيضاء
في 12 يونيو 2012 وخلال الانتخابات البلدية المغربية 2009 تولى بلدية عين الشق بالدار البيضاء وفي 22 يونيو من نفس العام أعيد انتخابه في رأس مجلس الأمن بمدينة الدار البيضاء (وهو منصب تقلده في عام 2003) بأغلبية 83 صوتا مقابل 115 مصوتين لمدة 6 سنوات من خلال تحالف مع حزب الأصالة والمعاصرة، حزب الاستقلال، والحركة الشعبية بعد أن أدار ظهره إلى حلفائه السابقين في حزب العدالة والتنمية.

## القضايا
في 2011 تم التحقيق ضد محمد ساجد ومدير «ليديك» لتبديد الأموال العامة وكذلك مارس 2014 لخرقه بعض القوانين التي تنص حول حظر المصيد من المصالح الشخصية.

## وصلات خارجية
- الموقع الرسمي